# Луганское высшее военное авиационное училище штурманов
Луганское высшее военное авиационное училище штурманов (ЛВВАУШ, укр. Луганське вище військове авіаційне училище штурманів) — военное учебное заведение, осуществлявшее подготовку лётного состава и офицеров боевого управления авиационных частей Вооружённых Сил СССР, а впоследствии ВС Украины.

## История
Создана 16 октября 1930 года. Первый выпуск состоялся осенью 1931 года, выпущено 130 лётчиков. 16 января 1934 года 11-й школе лётчиков было присвоено имя Пролетариата Донбасса.
Со второй половины 1938 года 11-я военная школа пилотов стала называться Ворошиловградской военной авиационной школой (ВВАШ). С мая 1940 года в школе была также организована ещё и подготовка стрелков-радистов в количестве 250 человек. В феврале 1941 года школа стала называться Ворошиловградская военная авиационная школа пилотов (ВВАШП) имени Пролетариата Донбасса. В школе было увеличено количество курсантов по специальности «бомбардировщик». В мае 1941 года выпуск ВВАШП составил 956 человек.
К осени 1941 года на аэродроме школы появилась авиация действующей армии. В октябре было принято решение о перебазировании школы в город Уральск (Казахская ССР). В мае 1942 года в школу прибыли самолёты ИЛ-2 и в августе школа дала фронту первых лётчиков-штурмовиков. В 1943 году школу окончило 550 лётчиков-штурмовиков. В апреле 1946 года школа вернулась на прежнее место в город Луганск
В 1947 году школа сменила название и стала называться Ворошиловградской военной школой лётчиков. Срок обучения в школе стал составлять три года. В августе 1950 года состоялся первый выпуск курсантов, которые учились по новой трёхгодичной программе обучения. Просуществовала школа лётчиков в таком виде до 1953 года. В 1953 году военная школа лётчиков в городе Луганске была преобразована в училище — Ворошиловградское военное авиационное училище лётчиков (ВВАУЛ). В связи с сокращением ВВС училище лётчиков в 1960 году было расформировано.
На аэродроме расположился вертолётный центр (Ми-4 и Ми-6). В середине 60-х гг. вертолётный центр перевели в Воронеж и его место занял полк Харьковского ВВАУЛ на учебно-тренировочных самолёт L-29 Дельфин, который базировался в Луганске до середины 1967 года.
9 сентября 1966 года — дата основания Ворошиловградского высшего военного авиационного училища штурманов имени Пролетариата Донбасса. Решение Главкома ВВС о создании ВУЗа было продиктовано необходимостью создания второго авиационного училища штурманов в центре страны, так как единственное училище штурманов находилось в Челябинске. Выбор пал на Украину, на город Ворошиловград. На базе школы военных пилотов и было создано училище. При этом, переименовывать школу не стали. Летом 1967 года был проведён первый набор курсантов в училище, первый выпуск Луганское ВВАУШ произвело в 1968 году в составе 41 выпускника, переведённых из Челябинского ВВАКУШ осенью 1967 года по специализации «штурманы военно-транспортной авиации (ВТА)».
В 1969—1970 гг. в училище также выпускались курсанты 4-го курса Челябинского ВВАКУШ профиля ВТА, в количестве 43 и 48 человек соответственно. В период 1969—1971 гг. в училище проводилась ускоренная подготовка штурманского состава из младших лейтенантов, призванных из запаса и прошедших в аэроклубах ДОСААФ подготовку по программе первоначального лётного обучения. Выпускались штурманы-техники со средним образованием.
В 1969 году, по обращению командования училища в обком КПСС, училищу, как правопреемнику Луганской военной школы пилотов, присвоено имя «Пролетариата Донбасса».
С 1971 года осуществляется выпуск курсантов, которые отучились четыре года непосредственно в ВВВАУШ. Обучение в училище осуществлялось по четырём профилям:
- военно-транспортная авиация,
- морская ракетоносная авиация,
- противолодочная авиация,
- офицер боевого управления

В 1990 году училище было переименовано в Луганское. В начале 1991 года, как результат процесса распада СССР, училище передано в состав ВВС Украины. В 1993 году на базе Луганского ВВАУШ был сформирован лицей МО Украины, который впоследствии переподчинили местным властям. Последний выпуск офицеров училище произвело в 1996 году, а 16 июля 1997 года было официально ликвидировано.

## Наименования
В литературе упоминается как:
- 11-я военная школа летчиков;
- 11-я военная школа лётчиков имени Пролетариата Донбасса;
- Ворошиловградская военная авиационная школа пилотов (06.1938 г.);
- Ворошиловградская военная авиационная школа пилотов имени Пролетариата Донбасса (02.1941 г.);
- Ворошиловградская школа военных лётчиков имени Пролетариата Донбасса;
- Ворошиловградская военная авиационная школа лётчиков имени Пролетариата Донбасса;
- Ворошиловградское военное авиационное училище лётчиков имени Пролетариата Донбасса;
- Ворошиловградское высшее военное авиационное училище штурманов имени Пролетариата Донбасса;
- Луганское высшее военное авиационное училище штурманов имени Пролетариата Донбасса.

## Начальники школы (училища)
- Стойлов Алексей Георгиевич (Стоилов Ангел Генов), 1930—1938 годы, комдив;
- Златоцветов Авраам Ефимович, комбриг  — с апреля 1940 года по январь 1941 года;
- Кравцов Александр Михайлович — с января 1942—1945, генерал-майор авиации;
- Карпов Пётр — 1947—1956, полковник;
- Аблазов Иван Степанович, 1956—1959, полковник;
- Карасёв Александр Никитович, с сентября 1959 года — по декабрь 1960 года, Герой Советского Союза, генерал-майор авиации;
- Архипенко Николай, 1960—1964, генерал-майор авиации;
- Лашин Михаил Афанасьевич, 1966—1974 годы, Герой Советского Союза, заслуженный военный штурман СССР, генерал-майор авиации;
- Матросов Михаил Васильевич, 1974—1979, Заслуженный военный лётчик СССР, генерал-майор авиации;
- Марченко Юрий М., с 1979 года — по 24.05.1984, Заслуженный военный лётчик СССР, генерал-майор авиации, погиб в авиационной катастрофе самолёта Ту-134Ш 46-го уап;
- Рыбакин Михаил Петрович, с июня 1984 по 1996 год, Заслуженный военный лётчик СССР, генерал-майор авиации.

## Подготовка лётчиков для ВВС Красной армии
До 1967 года училище выпускало лётчиков, с 1967 года начало выпускать штурманов для ВВС СССР.

## Известные выпускники

### Герои Советского Союза
- Дважды Герой Советского Союза генерал-лейтенант авиации Береговой Георгий Тимофеевич
- Дважды Герой Советского Союза маршал авиации Ефимов Александр Николаевич
- Дважды Герой Советского Союза полковник Зайцев Василий Александрович
- Дважды Герой Советского Союза Михайличенко Иван Харлампович
- Дважды Герой Советского Союза генерал-лейтенант авиации Молодчий Александр Игнатьевич
- Дважды Герой Советского Союза Недбайло Анатолий Константинович
- Дважды Герой Советского Союза Степанищев Михаил Тихонович
- Дважды Герой Советского Союза Семейко Николай Илларионович
- Дважды Герой Советского Союза генерал-полковник авиации Хрюкин Тимофей Тимофеевич
- Герой Советского Союза капитан Гастелло, Николай Францевич
- Герой Советского Союза майор Даньщин, Сергей Петрович
- Герой Советского Союза капитан Лоханов, Алексей Александрович
- Решетников Василий Васильевич, генерал-полковник авиации, командующий дальней авиацией СССР с 1969 по 1980 годы. 23 декабря 2019 года исполнилось 100 лет. Последний из ныне живущих героев, воевавших на Ил-4.
- Герой Советского Союза майор Чапчахов, Лазарь Сергеевич
- Герой Советского Союза капитан Васильев, Василий Васильевич
- Герой Советского Союза старший лейтенант Харлан, Иван Фёдорович

### Герои России
- Герой России майор Гречаник Владимир Павлович][3]
- Герой России полковник Письменный Владимир Леонидович
- Герой России капитан Кирьянов Александр Владимирович
- Герой России майор Ярошенко Александр Сергеевич
- Герой России Никишин, Владимир Николаевич